# Koschka Hetzer
Koschka Hetzer-Molden (* 1941 oder 1942 in Hamburg) ist eine deutsche Schauspielerin, Journalistin, Filmregisseurin und Drehbuchautorin.

## Leben
Hetzer-Molden lebte als Kind neun Jahre in Rumänien, nach dem Einmarsch der Russen kam sie in ein Internierungslager. Das Abitur legte sie in Hamburg ab und studierte drei Jahre Schauspiel und Regie am Wiener Max Reinhardt Seminar. Noch während des Studiums hatte sie erste Auftritte im Theater Experiment und Theater in der Josefstadt in Wien. Erste Engagements führten sie an das Thalia Theater (Hamburg), danach an das Stadttheater Hof a.d. Saale (Fach: „muntere Naive“). Es folgten Engagements am Hamburger Schauspielhaus sowie in Wien am Theater der Courage und am Theater der Jugend.
Sie studierte außerdem Theaterwissenschaft und Psychiatrie (Dissertanten-Seminar) in Wien.
Ab Januar 1972 war sie journalistische Mitarbeiterin und Moderatorin beim ORF-Fernsehen und Radio. 1981 folgte eine Anstellung. Spezialfach: Theater und Literatur (Ressortchefin) und Beiträge aus Rumänien.
Hetzer-Molden war seit 1984 mit Otto Molden (1918–2002), dem Gründer und langjährigen Präsidenten des Europäischen Forum Alpbach, verheiratet.
Seit 1998 ist sie freie Dokumentaristin für das Fernsehen und Zeitungen und schreibt für Die Zeit, Der Standard, Kurier und Die Presse.

## TV-Dokumentationen
- Eine Couch auf Reisen, 2000
- Und sie singen noch immer  – die Musik der burgenländischen Kroaten, 2000
- „Spiel mit dem Feuer“ (die Regisseurin Julie Taymor), 2001
- Sigmund Freud – On the Trail of the famous psychoanalyst, 2002
- Sir Karl Popper, 2002
- „Wonderland“ Dokumentation über Erich Wonder
- Glanz und Glamour – „Sigmund Freud - On the Trail of the famous psychoanalyst “ (ART for ART – Kostüme), 2006
- Brahma Kumaris – Frauen in Weiß, 2018

und andere mehr

Bücher u.a. Erich Wonder. Bühnenbilder Stagedesign, Hatje Cantz 2001" -->